# Yugoslavia Open 1998
Lo Yugoslavia Open 1998 è stato un torneo di tennis facente parte della categoria ATP Challenger Series nell'ambito dell'ATP Challenger Series 1998. Il torneo si è giocato a Belgrado in Yugoslavia dal 31 agosto al 6 settembre 1998 su campi in terra rossa.

## Vincitori

### Singolare
Jiří Vaněk ha battuto in finale  Diego Moyano 6–3, 6–3

### Doppio
Raemon Sluiter /  Nenad Zimonjić hanno battuto in finale  Ali Hamadeh /  Johan Landsberg con il punteggio di 6–4, 6–4